# Беренсон, Сенда
Се́нда Бе́ренсон, урождённая Вальвро́женская, по мужу Э́бботт (англ. Senda Berenson Abbott; 7 [19] марта 1868, Бутрыманцы, Трокский уезд, Виленская губерния, Российская империя [ныне Бутримонис, Алитусское районное самоуправление, Алитусский уезд, Литва] — 16 февраля 1954, Санта-Барбара, Калифорния, США) — американская спортсменка, спортивный педагог, «мать женского баскетбола»: создательница и пропагандистка правил игры, действовавших в США на протяжении семидесяти лет — с 1910-х по 1980-е годы.

## Биография
Родилась на территории современного Алитусского района Литвы в семье евреев-литваков Алтера (впоследствии Альберта) Вальвроженского и Юдифи (впоследствии Джулии) Вальвроженской, урождённой Миклешанской. В 1875 году семья Вальвроженских эмигрировала в США, приняла фамилию Беренсон и поселилась в Бостоне.
Сенда была болезненным ребёнком, из-за чего часто пропускала школьные занятия. По окончании школы она успешно сдала вступительные экзамены в Бостонскую консерваторию (надеясь стать концертирующей пианисткой), но была вынуждена оставить учёбу из-за болезни позвоночника. В 1890 году поступила в Бостонскую нормальную школу гимнастики (англ. Boston Normal School of Gymnastics), вскоре после чего её физическое состояние заметно улучшилось. Проучившись в школе гимнастики два года, устроилась в гуманитарный колледж Смит в Нортгемптоне (Массачусетс) преподавателем физкультуры. В своей педагогической практике делала акцент на шведской гимнастике (освоенной ею, в числе прочих спортивных предметов, в Бостонской нормальной школе), а также — с 1895 года — на фехтовании (в 1897 году прошла углублённый курс фехтования в Королевском центральном институте гимнастики в Стокгольме). С 1901 года по инициативе Сенды Беренсон в число игр — предметов физкультурного курса в колледже был включён хоккей на траве.
В 1911 году Сенда оставила колледж, выйдя замуж за преподавателя английского языка Герберта Вона Эбботта (англ. Herbert Vaughan Abbott). Впоследствии (до 1921 года) работала преподавателем физкультуры в частной женской школе. В 1905—1917 годах возглавляла Женский баскетбольный комитет США.

## Женский баскетбол
1. Смит-колледж. Выпуск 1902 года
2. Официальные правила женского баскетбола. 1915

Главный вкладом Сенды Беренсон в женское физическое воспитание стала разработка правил женского баскетбола, впервые включённого ею в физкультурный курс Смит-колледжа в 1892 году.
Версия Беренсон — модификация мужского варианта игры, изобретённой в 1891 году Джеймсом Нейсмитом — придавала меньшее значение борьбе за обладание мячом и активному перемещению по площадке, регламентируя, в основном, порядок передач и расстановку игроков. Число ударов при дриблинге и секунд обладания мячом ограничивалось тремя. Отбирать мяч у игрока команды-соперника запрещалось.
Несмотря на известную инерцию общественного мнения (спортивная женская игра командного типа в конце XIX века многими воспринималась как коллективное дамское чудачество, намеренный эпатаж и даже «извращение»), женский баскетбол в редакции Сенды Беренсон быстро приобрёл популярность в американских школах. Первое издание стандартизованных правил женского баскетбола вышло в 1901 году. С 1899 по 1917 годы Сенда неоднократно дополняла и видоизменяла правила игры — пока они, наконец, не были приняты в качестве официальных.
В 1985 году Сенда Беренсон была включена в американский Зал славы баскетбола; в 1987 году — в Международный еврейский спортивный зал славы; в 1999 году — в Зал славы женского баскетбола.

## Факты
- В период занятий в гимнастической школе Сенда Беренсон исправила врождённое искривление позвоночника, регулярно лёжа по нескольку часов на трёх составленных рядом стульях[7].
- На первое в истории состязание по женскому баскетболу, устроенное по инициативе Сенды Беренсон в марте 1892 года в Нортгемптоне (Массачусетс), зрители-мужчины не допускались. Команды различались не по цвету формы, как сейчас, а по цвету косынок, повязанных вокруг предплечий баскетболисток. Баскетбольными корзинами, как и у Нейсмита, служили корзины для персиков[4].
- Старший брат Сенды Беренсон, Бернард, — выдающийся художественный критик, один из крупнейших американских специалистов в области живописи итальянского Ренессанса[3].
- Правнучатые племянницы Сенды Беренсон — известные американские актрисы и фотомодели Мариса и Берри Беренсон.

## Комментарии
1. ↑  Другой значительный вклад в развитие игры — в частности, идея трёхзонного «линейного баскетбола» — принадлежит Кларе Бэр[англ.] из Ньюком-колледжа[англ.] (Новый Орлеан, Луизиана).
2. ↑  По словам Сенды Беренсон, «До недавнего времени так называемой „идеальной женщиной“ была мамзель с миниатюрной талией, миниатюрными ножками и миниатюрными мозгами, гордившаяся своим хрупким здоровьем и полагавшая обморок интересным, а истерику — очаровательной»[6].